# John Spencer-Churchill, 11:e hertig av Marlborough
John George Vanderbilt Spencer-Churchill, 11:e hertig av Marlborough, född 13 april 1926 på Blenheim Palace nära Woodstock i Oxfordshire, död 16 oktober 2014 i Woodstock i Oxfordshire, var en brittisk ädling. Han var son till John Spencer-Churchill, 10:e hertig av Marlborough och Alexandra Mary Cadogan.

## Biografi
John Spencer-Churchill ärvde hertigtiteln och godset Blenheim Palace vid faderns död 1972. Den elfte hertigen arbetade huvudsakligen - inte utan framgång - med att höja intäkterna från Blenheim så att de kunde täcka drift och underhåll av byggnader och anläggningar.
Eftersom den tilltänkte efterträdaren, sonen James Spencer-Churchill, 12th Duke of Marlborough, hade vissa drogproblem sökte hertigen att skapa en stiftelse som skulle anförtros driften av arvegodset efter hertigens frånfälle. År 1994 kröntes dessa strävanden med framgång och en stiftelse kunde bildas. Sonen skulle få ärva titeln och en livränta.
John Spencer-Churchill var gift fyra gånger och fick sex barn.